# Фернес, Роберт Уилкинсон
Роберт Уилкинсон Фернес (англ. Robert Wilkinson Furnas; 5 мая 1824 — 1 июня 1905) — американский политик, 2-й губернатор Небраски.

## Биография
Роберт Фернес родился 5 мая 1824 года около города Трой, штат Огайо. Окончив государственную школу, он работал фермером, работником типографии, жестянщиком, страховым и почтовым агентом.
29 октября 1845 года Фернес женился на Мэри Элизабет Маккомас, в 1897 году она умерла. Второй его женой стала Сюзанна Джеймесон. У Фернеса было 8 детей.
В 1856 году Фернес переехал в Небраску, где стал издавать газету Nebraska Advertiser, рекламировавшую сельскохозяйственный и промышленный потенциал штата. Он также издавал первую сельскохозяйственную газету Небраски Nebraska Farmer.
В 1856 и 1858 годах Фернес избирался в законодательное собрание территории Небраска. В 1857 году он служил общественным типографщиком территории, а в 1861 году был главным клерком территориального совета.
Во время гражданской войны Фернес служил полковником народного Небраски, а затем был повышен в звании до бригадного генерала. Он также служил полковником армии США и был ответственным за вербовку и организацию трёх индейских полков. В 1862 году Фернес взял в плен вождя племени чероки Джона Росса.
После окончания войны Фернес служил индейским агентом племён омаха, виннебаго и понка. В 1869—1875 годах он был членом совета попечителей университета Небраски-Линкольна, в 1878—1890 годах — первым президентом Исторического общества Небраски. Фернес также служил федеральным комиссаром Всемирной выставки 1876 года, Всемирной хлопковой выставки World Cotton Centennial (1884) и Всемирной выставки 1893 года.
Фернес занимал должности председателя American Fair Association, председателя Совета штата по сельскому хозяйству, председателя садоводческого общества штата. Он также был четвёртым великим мастером масонской ложи Небраски в 1865—1866 годах и первым президентом Ассоциации преподавателей Небраски.
В ноябре 1872 года Фернес был избран губернатором Небраски, и был приведён к присяге 13 января 1873 года. Он занимал эту должность до 11 января 1875 года. Будучи губернатором, Фернес основал День посадки деревьев.
Фернес умер 1 июня 1905 года в Линкольне, и был похоронен на кладбище Walnut Grove в Браунвилле, штат Небраска. В его честь назван округ Фернес.